# Sumpskinn
Sumpskinn (Jaapia argillacea) är en svampart som beskrevs av Bres. 1911. Enligt Catalogue of Life ingår Sumpskinn i släktet Jaapia, ordningen Boletales, klassen Agaricomycetes, divisionen basidiesvampar och riket svampar, men enligt Dyntaxa är tillhörigheten istället släktet Jaapia, familjen Coniophoraceae, ordningen Boletales, klassen Agaricomycetes, divisionen basidiesvampar och riket svampar. Arten är reproducerande i Sverige. Inga underarter finns listade i Catalogue of Life.